# Kościół św. Jadwigi Śląskiej w Biskupicach
Kościół św. Jadwigi Śląskiej – rzymskokatolicka, drewniana świątynia znajdująca się w Biskupicach w gminie Radłów, powiecie oleskim. Kościół należy do dekanatu Gorzów Śląski w diecezji opolskiej. Dnia 19 grudnia 1953 roku, pod numerem 35/53 świątynia została wpisana do rejestru zabytków województwa opolskiego.

## Historia kościoła
Pierwsza wzmianka o kościele zawarta jest w dokumentach z 1405 roku, jako kościele parafialnym w rejestrze klasztornym biskupów lubuskich, którzy byli wtedy właścicielami tej miejscowości.
Obecny kościół stanął w pobliżu cmentarza w 1718 roku, będąc filialnym obiektem parafii w Sternalicach. Głównym budowniczym był cieśla Jan Miksa. W miejscowości znajduje się również drugi, murowany kościół.

## Architektura i wnętrze
Kościół stanął na podmurówce, orientowany, konstrukcji zrębowej z wieżą konstrukcji słupowej.

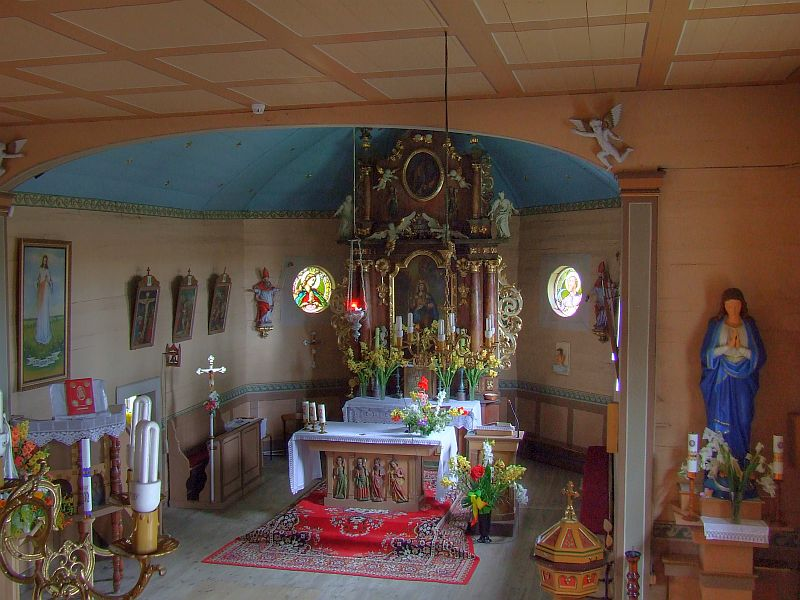
Ołtarz główny kościoła

Prezbiterium jest trójbocznie zamknięte ze sklepieniem o łuku obniżonym, z okrągłymi oknami; z boku przylega zakrystia. W nawie o rzucie zbliżonym do kwadratu strop jest płaski – po bokach wieży z zachodniej strony budynku znajdują się dwa składziki. Sama wieża nakryta jest ośmiobocznym, baniastym hełmem; posiada nieznacznie pochylone, szalowane ściany. Dachy nad nawą i prezbiterium siodłowe, kryte gontem – ściany na zewnątrz również są szalowane. Nad nawą umieszczono sześcioboczną wieżyczkę z sygnaturką, nakrytą baniastym hełmem. Główny ołtarz w kościele pochodzi z początku XVIII wieku i został wykonany w stylu późnobarokowym. Oprócz niego najbardziej cenne elementy wyposażenia to późnobarokowe rzeźby z wieku XVIII oraz barokowa ambona z XVII wieku. Chór o prostym parapecie wsparto na 2 kolumnach. 
Na wieży wiszą dwa dzwony - mniejszy, zabytkowy z 1519 roku i większy z 1996 roku, odlany w Odlewni Janusza Felczyńskiego w Przemyślu. 12 marca 1942 r. z wieży zabrano trzy dzwony, z których jeden pochodził z 1617 roku. Pierwszy z nich przetrwał wojnę i trafił do katolickiego kościoła Świętych Apostołów (Zu den heiligen Aposteln) w Bad Hersfeld, w Hesji.